# Tunku Azizah Aminah Maimunah Iskandariah
Tunku Azizah Aminah Maimunah Iskandariah binti Almarhum Al-Mutawakkil Alallah Sultan Iskandar Al-Haj (sinh ngày 05 tháng 8 năm 1960) tại Istana Bukit Stulang) là tiểu vương hậu Pahang kiêm vương hậu nhiệm kì 16 Malaysia.

## Lí lịch
Tunku Azizah Aminah Maimunah Iskandariah là đệ tam công nữ của ngài Iskandar xứ Johor nên có huyết thống dòng Temenggong cai trị Johor nhiều thế kỷ.
Bà tốt nghiệp Sekolah Perempuan Rendah Sultan Ibrahim (Trung học hàm danh tiểu vương Ibrahim) và Sekolah Tun Fatimah (Trung học hàm danh công nữ Fatimah). Bà kết hôn với tiểu vương Abdullah xứ Pahang, sinh được 4 công tử và 2 công nữ.

## Tác phẩm
- Air Tangan Tengku Puan Pahang and Masakan Tradisional Pahang (2005).[3][4]

## Tước hiệu
- 5 August 1960 – 11 May 1981: Her Highness (Yang Amat Mulia) Tunku Azizah Aminah Maimunah Iskandariah binti Tunku Mahmud Iskandar
- 11 May 1981 – 6 March 1986: Her Highness (Yang Amat Mulia) Tunku Azizah Aminah Maimunah Iskandariah binti Al-Mutawakkil Alallah Sultan Iskandar Al-Haj
- 6 March 1986 – 20 January 2010:Her Royal Highness (Kebawah Duli Yang Teramat Mulia) Tunku Hajah Azizah Aminah Maimunah Iskandariah binti Al-Mutawakkil Alallah Sultan Iskandar Al-Haj, The Tengku Puan of Pahang
- 20 January 2010 - 29 January 2019:Her Royal Highness (Kebawah Duli Yang Teramat Mulia) Tunku Hajah Azizah Aminah Maimunah Iskandariah binti Almarhum Al-Mutawakkil Alallah Sultan Iskandar Al-Haj, The Tengku Puan of Pahang
- 29 January 2019 – 31 January 2019:Her Royal Highness (Kebawah Duli Yang Maha Mulia) Tengku Ampuan Tunku Hajah Azizah Aminah Maimunah Iskandariah binti Almarhum Al-Mutawakkil Alallah Sultan Iskandar Al-Haj, The Tengku Ampuan of Pahang
- 31 January 2019 - Present: Her Majesty (Kebawah Duli Yang Maha Mulia Seri Paduka Baginda) Tuanku Tunku Hajah Azizah Aminah Maimunah Iskandariah binti Almarhum Baginda Al-Mutawakkil Alallah Sultan Iskandar, The Raja Permaisuri Agong XVI.

## Vinh dự

### Malaysia
- Malaysia:
  -  Recipient of the Order of the Crown of the Realm (DMN, 11 tháng 7 năm 2019)

### Pahang
- Pahang: 
  -  Member 1st class of the Family Order of the Crown of Indra of Pahang (DK I)
  -  Grand Knight of the Order of Sultan Ahmad Shah of Pahang (SSAP)
  -  Grand Knight of the Order of the Crown of Pahang (SIMP)

### Quốc gia
- Johor: 
  -  First Class of the Royal Family Order of Johor (DK I)
  -  Knight Grand Commander of the Order of the Crown of Johor (SPMJ)